# Nabycie translatywne
Nabycie translatywne – nabycie, które polega na tym, że nabywca uzyskuje prawo o treści niezmienionej – następuje transfer prawa z majątku jednej osoby do majątku drugiej osoby w niezmienionym kształcie.